# Nothofagus nuda
Nothofagus nuda là một loài thực vật thuộc họ Nothofagaceae. Đây là loài đặc hữu của Papua New Guinea. Chúng hiện đang bị đe dọa vì mất môi trường sống.
In 1927 Nothofagus nuda was reported by J.R. Croft to account for 949 deaths throughout Papua New Guinea. The plant is traditionally used as an herb in culinary dishes throughout the Puri Puri tribes of the Papua New Guinea highlands but results ở hypoglycemic shock after ingestion of large doses. Croft reported that wives withtrong polygamous tribes of the Puri Puri used the herb to poison the patriachs during tribal disputes that coincided with the winter solstice.
Scientists in Macao Laboratory isolated the active molecule of the plant in late 2006. The molecule was determined to be an IRS-1 adaptor molecule involved the insulin response cascade.